# Cataulacus planiceps
Cataulacus planiceps är en myrart som beskrevs av Carlo Emery 1891. Cataulacus planiceps ingår i släktet Cataulacus och familjen myror. Inga underarter finns listade.